# Antonín Beer
Antonín Beer (8. května 1881 Třeboň – 9. března 1950 Brno) byl český jazykovědec, pedagog, profesor germánské jazykovědy a pozdější děkan FF MU v Brně.

## Život
Pocházel z rodiny zlatníka a hodináře, po absolvování gymnázia v roce 1899 studoval slavistiku a germanistiku na české univerzitě v Praze. Po roce 1905, kdy absolvoval státní zkoušky, pracoval jako středoškolský učitel a také cestoval po Evropě. Studoval v Berlíně, v Mnichově, v Holandsku (1912) či ve Švédsku (1914) v Uppsale a Stockholmu. Oženil se s Milenou Braunerovou, dcerou chemika Bohuslava Braunera. Měli spolu dvě děti.
Do roku 1920 působil jako soukromý docent v Praze, poté byl jmenován řádným profesorem germánské jazykovědy na nové filozofické fakultě Masarykovy univerzity v Brně. Beer byl příkladným vyučujícím s přátelským přístupem ke studentům a širokým rozhledem. Na fakultě vybudoval základ germanistické knihovny a v letech 1928–1929 zastával funkci děkana. Již ihned po roce 1945 se jako obhájce čistoty vědy stavěl proti prokomunistickému politickému zaujetí některých dalších členů habilitačních komisí. Po únoru 1948 proto tedy sám pocítil akademickou nesvobodu a byl na čas odvolán ze všech funkcí a komunisté s ním zacházeli jako s nedůvěryhodným. Byl sledován s podezřením na protistátní činnost a obavu z emigrace. Od dalších postihů ho uchránila jen náhlá smrt.

## Dílo
- Kleine Beiträge zur gotischen Syntax. Der gotische absolute Dativ (1904)
- Tři studie o videch slovesného děje v gótštině. První díl: Dějiny otázky (1905; habilitační práce)
- O stopách vlivu německého v češtině staré (1905)
- K dějinám slov böhmisch a čechisch (1917)

Dále publikoval své odborné texty v časopisech jako např.: Listy filologické, Časopis pro moderní filologii, Věstník české akademie či Zeitschrift für deutsche Wortforschung. Podstatná část jeho práce je spojena s vedením brněnského časopisu Naše věda.